# Kapela sv. Ane, Ribniško selo
Kapela sv. Ane v Ribniškem selu, imenovana tudi Rozalijina kapela, je podružnična kapela Župnije Maribor - Sv. Marija.
Kapelo so zgradili mariborski frančiškani leta 1679. Postavljena je malo pod grebenom Samotnega bora, na meji med Ribniškim selom in Vinarji. V njej je prostora za 20 ljudi. V kapelici so potekale maše za okoliške vasi Ribniško selo, Vinarje in Rošpoh. V novejšem času v njej poteka blagoslavjenje jedi ob veliki noči. V njej je dragocen oltar, delo slikarja D. Hauckla iz leta 1707.